# Sterling Hayden
Sterling Hayden (26 de marzo de 1916 - 23 de mayo de 1986) fue un actor y escritor estadounidense. Hayden se especializó en westerns y cine negro. Recordado por sus roles en las películas La jungla de asfalto (1950) de John Huston, Johnny Guitar (1954) de Nicholas Ray, The Killing (1956) y Dr. Strangelove (1964) de Stanley Kubrick, y El Padrino (1972) de Francis Ford Coppola. 

## Biografía
Nacido Sterling Relyea Walter en Upper Montclair, Nueva Jersey; era hijo de George y Frances Walter. Después de la muerte de su padre, fue adoptado a los nueve años por James Hayden, siendo rebautizado con el nombre de Sterling Walter Hayden. En su etapa de infancia, vivió en Nuevo Hampshire, Massachusetts, Pensilvania, Washington D. C. y Maine. En este último sitio, estuvo estudiando en la Wassookeag School, en Dexter, Maine.
Hayden fue un aventurero y un hombre de acción, sin nada que envidiar a los personajes que interpretó más tarde en el cine. A los 17 años, se fugó en un barco para ver el mundo y se convirtió en un pescador en los grandes bancales de Terranova. Después, sirvió como marinero, dando la vuelta al mundo varias veces.
En la década de 1940, Hayden se convertiría en modelo y poco después firmaría un contrato con Paramount Studios. En su primer film, conocería a Madeleine Carroll, de la que se enamoraría y con quien se casaría. Pero después de un par de filmes, abandonaría Hollywood para servir como agente secreto a las órdenes de William J. Donovan en la OSS. Hayden se alistaría en el Cuerpo de Marines bajo el nombre de John Hamilton (nunca con su auténtico nombre). Sus servicios en la Segunda Guerra Mundial incluyen asesoramiento técnico a los partisanos yugoslavos y como paracaidista en Croacia. Recibió la Estrella de Plata y un reconocimiento por la Yugoslavia del Mariscal Tito.
Su admiración por los partisanos comunistas hizo que fuera miembro del Partido Comunista de los Estados Unidos durante un breve periodo. De acuerdo con su biografía, en la caza de brujas colaboró con el Comité de Actividades Antiamericanas, confesando nombres de sus vínculos dentro del partido. Su mujer en ese tiempo, Betty Denoon, defendió a su marido argumentando que los nombres que citó su pareja ya figuraban en manos del Comité, que tenía una copia de la lista de miembros del Partido Comunista. En cualquier caso, Hayden repudió su propia colaboración con el maccarthismo y según algunos se sintió tan culpable que cayó en el alcoholismo.
En ese tiempo, Sterling Hayden empezó su época dorada cinematográfica, siendo ya reconocida su figura. Así, protagonizaría filmes tan excepcionales como La jungla de asfalto, de John Huston, Johnny Guitar, de Nicholas Ray o Atraco perfecto, de Stanley Kubrick. Esa década dorada de 1950 terminó con el divorcio de su esposa Betty Denoon. El veredicto del juicio concedió al actor la custodia de los cuatro hijos de la pareja: Christian, Dana, Gretchen y Matthew.
En la década de 1960 se casaría con Catherine Devine McConnell, con la que compartiría su vida hasta su muerte y con la que tendría dos hijos, Andrew y David. En esa época, Hayden se retiraría del cine, viviría en su barco y escribiría su autobiografía titulada Wanderer, publicada en 1963.
En la década de 1970, aparecería en el papel del capitán McCluskey en El Padrino y posteriormente seguiría su carrera en la televisión en la cadena NBC, con The Tomorrow Show, con Tom Snyder. En 1976 participó en la ambiciosa producción Novecento de Bernardo Bertolucci, dentro de un largo plantel de estrellas, y en 1980 se codeó con Jane Fonda en la exitosa comedia Nine to Five.
Hacia 1969, Hayden compró una embarcación en Holanda e iría viviendo entre París, Connecticut y su apartamento en Sausalito, California. En 1976 publicó su novela Voyage: A Novel of 1896. 
En 1986, Sterling Hayden murió víctima de un cáncer de próstata en Sausalito, California, a la edad de 70 años. Fue incinerado y las cenizas esparcidas en el Océano Pacífico a la altura de San Francisco.

## Filmografía
- Virginia (1941) de Edward H. Griffith.
- Bahama Passage (1941) de Edward H. Griffith
- Blaze of Noon (1947) de John Farrow.
- Manhandled (1948) de Lewis R. Foster
- El Paso (1949) de Lewis R. Foster
- La jungla de asfalto (The Asphalt Jungle) (1950) de John Huston.
- La estrella (The Star) (1952) de Stuart Heisler.
- Flaming Feather (1952) de Ray Enright.
- Denver - Rio Grande (Denver and Rio Grande) (1952) de Byron Haskin.
- Hellgate (1952) de Charles Marquis Warren.
- El halcón dorado (The Golden Hawk) (1952) de Sidney Salkow.
- Trigo y esmeralda (So Big) (1953) de Robert Wise.
- Flechas incendiarias (Fighter Attack) (1953) de Lesley Selander.
- Kansas Pacific (Kansas Pacific) (1953) de Ray Nazarro.
- Ola de crímenes (Crime wave) (1954) de André De Toth.
- El príncipe Valiente (Prince Valiant) (1954) de Henry Hathaway.
- Arrow In the Dust (1954) de Lesley Selander.
- Johnny Guitar (1954) de Nicholas Ray.
- Naked Alibi (1954) de Jerry Hopper
- De repente (1954) de Lewis Allen.
- Battle Taxi (1955) de Herbert L. Strock.
- La pradera sangrienta (Shotgun) (1955) de Lesley Selander.
- Mar eterno (The Eternal Sea) (1955) de John H. Auer
- Top Gun (1955) de Ray Nazarro.
- Última orden (The Last Command) (1955) de Frank Lloyd.
- Titanes de la montaña (Timberjack) (1955), de Joseph Kane.
- The Come On (1956) de Russel Birdwell.
- Atraco perfecto o Casta de malditos (The Killing) (1956) de Stanley Kubrick.
- Crime of Passion (1957) de Gerd Oswald.
- Red invisible (5 Steps to Danger) (1958) de Henry S. Kessler.
- Gun Battle at Monterey (1957) de Carl K. Hittelman e Sidney Franklin Jr.
- Suspense hora cero (Zero Hour!) (1957) de Hall Bartlett.
- Valerie (1957) de Gerd Oswald.
- The Iron Sheriff (1957) de Sidney Salkow.
- Ten Days to Tulara (1958) de George Sherman.
- Terror in a Texas Town (1958) de Joseph H. Lewis.
- Dr. Strangelove or: How I Learned to Stop Worrying and Love the Bomb (1964) de Stanley Kubrick.
- Carol for Another Christmas (1964) de Joseph L. Mankiewicz
- Antes amar, después matar (Hard Contract) (1969) de S. Lee Pogostin, junto a James Coburn y Lee Remick.
- Dulces cazadores (1969) de Ruy Guerra.
- Buscando amor (Loving) (1970) de Irvin Kershner.
- Le saut de l'ange) (1971) de Yves Boisset.
- El padrino (The Godfather) (1972) de Francis Ford Coppola.
- Le Grand départ (1972) de Martial Raysse.
- Un largo adiós (The Long Goodbye) (1973) de Robert Altman.
- The Final Programme (1973) de Robert Fuest.
- Encuentro mortal (Deadly Strangers) (1974) de Sidney Hayers.
- Los locos del oro negro (Cipolla Colt)  (1975) de Enzo G. Castellari.
- Novecento (1976) de Bernardo Bertolucci.
- Estirpe indomable (King of the Gypsies) (1978) de Frank Pierson.
- Muertes en invierno (Winter Kills) (1979) de William Richert.
- The Outsider (1979) de Tony Luraschi.
- Nine to Five (1980) de Colin Higgins, junto a Jane Fonda.
- The Starlost: The Beginning (1980) Film TV.
- Gas (1981) de Les Rose.
- Veneno (1981) de Piers Haggard.
- The Blue and the Gray (1982) Serie TV emitida en España como "Azules y grises".